# Rudolf Nafziger
Rudolf Nafziger (Gauting, 11 agosto 1945 – 13 luglio 2008) è stato un calciatore tedesco, di ruolo centrocampista.

## Carriera

### Club
Ha giocato nel campionato tedesco, svizzero e austriaco.

### Nazionale
In nazionale ha giocato una partita, nel 1965.

## Palmarès

### Club

#### Competizioni nazionali
- Coppa di Germania: 2

Bayern Monaco: 1965-1966, 1966-1967

#### Competizioni internazionali
- Coppa delle Coppe: 1

Bayern Monaco: 1966-1967